# Fudbalski klub Kolubara
Il Fudbalski klub Kolubara è una società calcistica serba con sede nella città di Lazarevac. Milita nella Srpska liga Beograd, la terza divisione del campionato serbo. La squadra gioca le partite casalinghe allo Stadion FK Železničar.

## Organico

### Rosa 2015-2016
| N. |                       | Ruolo | Calciatore            |
| -- | --------------------- | ----- | --------------------- |
|    | Serbia (bandiera)     | P     | Aleksandar Marinković |
|    | Serbia (bandiera)     | P     | Nenad Ranković        |
|    | Serbia (bandiera)     | D     | Vladimir Bubanja      |
|    | Serbia (bandiera)     | D     | Veljko Dimitrijević   |
|    | Serbia (bandiera)     | D     | Danijel Morariju      |
|    | Montenegro (bandiera) | D     | Vasilije Radenović    |
|    | Serbia (bandiera)     | D     | Veljko Dimitrijević   |
|    | Serbia (bandiera)     | C     | Marko Radović         |
|    | Serbia (bandiera)     | C     | Dušan Ivković         |
|    | Serbia (bandiera)     | C     | Darko Krstić          |
|    | Serbia (bandiera)     | C     | Saša Mitić            |
|    | Serbia (bandiera)     | C     | Mladen Mitrović       |

| N. |                   | Ruolo | Calciatore             |
| -- | ----------------- | ----- | ---------------------- |
|    | Serbia (bandiera) | C     | Marko Obradović        |
|    | Serbia (bandiera) | C     | Nikola Šakić           |
|    | Serbia (bandiera) | C     | Goran Smiljanić        |
|    | Serbia (bandiera) | C     | Vladan Spasojević      |
|    | Serbia (bandiera) | C     | Nenad Srećković        |
|    | Serbia (bandiera) | C     | Uroš Stepandić         |
|    | Serbia (bandiera) | C     | Aleksandar Stojković   |
|    | Serbia (bandiera) | C     | Dimitrije Petronijević |
|    | Serbia (bandiera) | A     | Slobodan Dinčić        |
|    | Serbia (bandiera) | A     | Stanimir Milošković    |
|    | Serbia (bandiera) | A     | Rodoljub Paunović      |
|    | Serbia (bandiera) | A     | Zoran Stojanović       |

## Palmarès

### Competizioni nazionali
- Srpska Liga: 1

2007-2008 (girone Belgrado)

### Altri piazzamenti
- Coppa di Serbia:

Semifinalista: 2005-2006
- Prva Liga Srbija:

Terzo posto: 2009-2010
- Srpska Liga:

Secondo posto: 2006-2007 (girone Belgrado)
Terzo posto: 2004-2005 (girone Belgrado)